# Морган Гіббс-Вайт
Морган Ентоні Гіббс-Вайт (англ. Morgan Gibbs-White, нар. 27 січня 2000, Стаффорд) — англійський футболіст, півзахисник клубу «Ноттінгем Форест». 
Виступав, зокрема, за молодіжну збірну Англії.

## Клубна кар'єра
Народився 27 січня 2000 року в місті Стаффорд. Вихованець футбольної школи клубу «Вулвергемптон». Дорослу футбольну кар'єру розпочав 2017 року в основній команді того ж клубу. 2020 року на правах оренди приєднався до складу «Суонсі». Усього відіграв у складі валлійського клубу один сезон, після чого повернувся у «Вулвергемптон».

## Виступи за збірні
2016 року дебютував у складі юнацької збірної Англії (U-16), зігравши за неї 3 матчі. 
Виступав також за юнацькі збірні U-17, U-18 і U-19. 
Наразі виступає за молодіжну збірну Англії.

## Титули і досягнення
- Чемпіон світу (U-17): 2017

## Статистика виступів

### Статистика клубних виступів
Станом на 15 серпня 2019
| Клуб                | Сезон             | Ліга              | Ліга | Ліга  | Кубок | Кубок | Кубок ліги | Кубок ліги | Інші змагання | Інші змагання | Усього | Усього |
| Клуб                | Сезон             | Дивізіон          | Ігор | Голів | Ігор  | Голів | Ігор       | Голів      | Ігор          | Голів         | Ігор   | Голів  |
| ------------------- | ----------------- | ----------------- | ---- | ----- | ----- | ----- | ---------- | ---------- | ------------- | ------------- | ------ | ------ |
| «Вулвергемптон»     | 2016–17           | Чемпіоншип        | 7    | 0     | 1     | 0     | 0          | 0          | —             | —             | 8      | 0      |
| «Вулвергемптон»     | 2017–18           | Чемпіоншип        | 13   | 0     | 2     | 0     | 0          | 0          | —             | —             | 15     | 0      |
| «Вулвергемптон»     | 2018–19           | Прем'єр-ліга      | 26   | 0     | 3     | 0     | 2          | 0          | —             | —             | 31     | 0      |
| «Вулвергемптон»     | 2019–20           | Прем'єр-ліга      | 7    | 0     | 1     | 0     | 1          | 0          | 7             | 1             | 16     | 1      |
| «Вулвергемптон»     | 2020–21           | Прем'єр-ліга      | 3    | 0     | 2     | 0     | —          | —          | —             | —             | 5      | 0      |
| «Вулвергемптон»     | Усього            | Усього            | 56   | 0     | 9     | 0     | 3          | 0          | 7             | 1             | 75     | 1      |
| «Вулвергемптон U23» | 2016–17           | —                 | —    | —     | —     | —     | —          | —          | 4             | 0             | 4      | 0      |
| «Суонсі»            | 2020–21           | Чемпіоншип        | 5    | 1     | —     | —     | 1          | 0          | —             | —             | 6      | 1      |
| Усього за кар'єру   | Усього за кар'єру | Усього за кар'єру | 61   | 1     | 9     | 0     | 4          | 0          | 11            | 1             | 85     | 2      |

1. ↑  Ігри у Лізі Європи